# Terni
Terni és una ciutat d'Itàlia a la regió d'Úmbria, província de Terni, de la qual és la capital. La comuna té una superfície de 211 km² i és a 130 metres sobre el nivell del mar. L'any 2020 tenia uns 110.000 habitants. El seu patró es Valentí de Terni, i la festa se celebra el 14 de febrer.

## Història
Els umbres poblaven la regió. La ciutat estava situada a la vora del riu Nar, una mica per sota de la seva confluència amb el Velinus, i a uns 12 km a l'est de Nàrnia. Una branca del riu l'envoltava i en realitat era en una illa. El seu nom històric era Interamna, i els seus habitants, segons Plini el Vell, tenien com a epítet, per distingir-los dels d'altres ciutats anomenades així, «Interamnates cognomine Nartes». La ciutat era coneguda com Interamna Nahars.
Fundada potser cap al segle vii aC, segons una inscripció conservada del temps de Tiberi que recollia una tradició local, se la suposava fundada l'any 672 aC, uns 80 anys després de la fundació de Roma. Els romans la van conquerir al segle iii aC sense que el fet aparegui esmentat (els umbres eren aliats dels etruscs). Era un municipi important, degut a la riquesa dels seus cultius, regats pel riu Nar.
La primera menció de la ciutat és del temps de la guerra civil entre Mari i Sul·la. La ciutat és qualificada de florentissima Italiae municipia per Luci Anneu Flor, i encara que va patir l'ocupació per part de Sul·la, que va repartir la ciutat i els seus territoris entre els seus soldats, en temps de Ciceró era un lloc d'importància.
Va tenir litigis freqüents amb la veïna Reate per la regulació de les aigües del Velinus, que desaiguava al riu Nar a poca distància d'Interamna, i en temps de Tiberi la ciutat va protestar per un projecte de desviament del Nar, que si es portava a terme no desaiguaria al Tíber, segons explica Tàcit.
A la guerra civil entre Vitel·li i Vespasià la va ocupar Vitel·li, que tenia el quarter general a Narnia, però la va ocupar sense molta resistència Arri Var.
Diverses inscripcions testimonien la importància de la ciutat durant tot l'Imperi. Encara que no tocava directament a la via Flamínia que anava de Narnia a Mevania sense passar per la ciutat, era a poca distància i una branca portava de Narnia a Interamna i després a Spoletum i Forum Flaminii, on es tornava a unir amb la via principal. Aquesta branca era tan important que als Itineraris del segle iv és indicada com a via Flamínia sense esmentar l'autentica.
Es creu que va ser el lloc on tenien el patrimoni i probablement on van néixer els descendents de Tàcit, l'emperador Marc Claudi Tàcit i Florià. El 193 una delegació del Senat romà es va trobar a la ciutat amb Septimi Sever i el 253 va ser el lloc on van morir a mans dels seus soldat l'emperador Trebonià Gal i el seu fill i associat Volusià que anaven a lluitar contra Emilià a Mèsia.
Al segle iv era la seu d'un bisbe que va subsistir durant tota l'edat mitjana. El nom de la ciutat es va corrompre i escurçar a Terni.
De l'època romana resten l'amfiteatre, dos temples (suposadament dedicats al Sol i a Hèrcules) i una part de les antigues termes. També resten nombroses inscripcions conservades al Palazzo Publico. A la rodalia hi ha la cascada de Velinus, a uns 5 km. Aquesta cascada és artificial, i la va construir Mani Curi Dentat quan era censor, obrint un canal des del llac Velinus per drenar-lo i conduint l'aigua fins a aquesta cascada que desemboca al riu Nera per portar-la des d'allí a la ciutat de Roma.
Després de la caiguda de l'Imperi va passar a domini hèrul, ostrogot (Tòtila la va saquejar el 546), romà d'Orient (el generals Narses la va saquejar el 554) i longobard. Els longobards hi van entrar el 755 i la ciutat va passar als ducs longobards de Spoleto. El 742 va tenir lloc a Terni l'acord entre el Papa Zacaries i Luitprand rei dels longobards.
Frederic I Barba-roja, va erigir la ciutat en feu imperial, del qual va donar el vicariat (governació) al cardenal Monticelli que després va ser l'antipapa Víctor IV. La revolta dels habitants va provocar l'enviament de soldats imperials l'any 1174, i l'arquebisbe Cristià de Magúncia, al servei de l'emperador, va destruir la ciutat. Tot allò que no van saquejar els imperials va ser destruït per la gent de Spoleto i de Narni.
Uns anys després un ciutadà anomenat Liberotto va encapçalar la revolta de la ciutat i des de llavors la comuna va estar dominada pels partidaris del Papa. Frederic II (1220-1250) la va assetjar altra vegada, i la ciutat va capitular. En aquest segle xiii hi va viure Francesc d'Assís.
La ciutat formava part dels Estats Pontificis però al segle xiv va instituir un govern comunal i va ampliar les muralles; la burgesia que dirigia la comuna, com en altres llocs, va estar dividida entre Güelfs i gibel·lins, que es van enfrontar repetidament, i al segle xv entre nobili i banderari, que van reproduir les anteriors lluites.
Aquestes lluites van decidir al Papa Pius VI a incorporar la ciutat directament als seus dominis i va enviar un comissari apostòlic, però les lluites no van disminuir. El 1574 els banderari es van revoltar, van expulsar al governador i van exterminar algunes famílies dels nobili. El Papa va reaccionar enviant a la ciutat un exèrcit sota el comandament de monsenyor Montevalenti, que finalment va entrar a la ciutat i va posar fi a les lluites. Encara van passar uns anys fins que la tranquil·litat va retornar totalment però a finals del segle la sobirania del Papa era indiscutida. Llavors Terni tenia nou mil habitants.
El 1580 el ferrer Ferreira va introduir el treball del ferro de la mina de Monteleone de Spoleto que encara és tradicional. Es van construir palaus pels senyors, es va reformar Il Duomo (la catedral), i es va edificar la basílica de Sant Valentí, primer bisbe de Terni, del que s'havia trobat una relíquia, i que va ser proclamat patró de la ciutat.
Al llarg del segle xvii algunes plagues i epidèmies de fam van provocar la decadència de Terni que va continuar al segle xviii. Durant el període napoleònic va formar part de la República Romana i va seguir després la seva sort.
Després d'això, durant el segle xix es va industrialitzar (metal·lúrgia) i es van crear fabriques, especialment la gran siderúrgia el 1884 i indústries d'armament. En pocs anys es va passar de tretze mil a seixanta mil habitants. El 1927 Mussolini la va declarar «ciutat dinàmica» i va esdevenir capital de província sota el règim feixista. També es van crear noves indústries, especialment químiques i va sortir el primer gran barri model per a treballadors Citta giardino (sobre la idea de la ciutat-fabrica) obre de l'arquitecte Cesare Bazzani, igual que el Palazzo del Governo.
Les fabriques la van fer objectiu dels aliats a la II Guerra Mundial (108 bombardejos) i va quedar destruïda excepte curiosament l'àrea industrial on es feien les armes, morint milers de persones.
Es va reconstruir penosament i la siderúrgia va continuar sent el puntal de l'economia fins als anys setanta quan la crisi mundial va fer perdre milers de llocs de treball. La reconversió no va acabar fins al 1994 quan va néixer la indústria italoalemanya Acciai Speciali Terni (AST) i juntament amb el progrés en altres camps apunten a una constant millora econòmica.

## Fills il·lustres
- Giulio Briccialdi, (1818-1881) flautista i compositor musical.